# Punctileptops
Punctileptops är ett släkte av steklar. Punctileptops ingår i familjen brokparasitsteklar.
Kladogram enligt Catalogue of Life:
| Punctileptops | \| \| Punctileptops amboimensis \| \| \| \| \| \| Punctileptops robusticeps \| \| \| \| |
|               | \| \| Punctileptops amboimensis \| \| \| \| \| \| Punctileptops robusticeps \| \| \| \| |
|               | Punctileptops amboimensis                                                               |
|               |                                                                                         |
|               | Punctileptops robusticeps                                                               |
|               |                                                                                         |